# Edward Kołodziej
Edward  Albert Kołodziej (ur. 11 sierpnia 1940 w Białymstoku) – polski historyk i archiwista, profesor zwyczajny w Instytucie Historii UMSC w Lublinie i Naczelnej Dyrekcji Archiwów Państwowych w Warszawie, od 1966 do emerytury pracownik Archiwum Akt Nowych w Warszawie. Redaktor naczelny Tek Archiwalnych Seria Nowa. Autor ponad 200 publikacji naukowych. Autor haseł w Słowniku biograficznym działaczy polskiego ruchu robotniczego.

## Edukacja
- 1963 studia na Uniwersytecie Warszawskim
- 1972 doktorat na Uniwersytecie Warszawskim (promotor: prof. Żanna Kormanowa)
- 1979 habilitacja na Uniwersytecie Wrocławskim
- 1999 tytuł profesora nauk historycznych
- 2006 profesor zwyczajny UMCS w Lublinie

## Odznaczenia
- 1979 Srebrny Krzyż Zasługi
- 2011 Krzyż Kawalerski Orderu Odrodzenia Polski

## Prace
- A. Laskowska, Bibliografia prac prof. dr. hab. Edwarda Kołodzieja [za lata 1966-2009 (nr 1-217)], [w:] Archiwistyka oraz problemy historii Polski, Polonii i dyplomacji XX wieku. Księga jubileuszowa ofiarowana profesorowi Edwardowi Kołodziejowi w 70. rocznicę urodzin. Red. Janusz Łosowski, Lublin 2011, s. 21-39.

### Prace za lata 2009-2011
- E. Kołodziej, Zjazdy i konferencje konsulów polskich w Rumunii w okresie międzywojennym. Protokoły i referaty, Lublin 2010, ss. 359 (współautorzy: Henryk Chałupczak i Małgorzata Willaume).
- E. Kołodziej, Źródła do dziejów Mazowsza w latach II Rzeczypospolitej, [w:] Dzieje Mazowsza 1918-1939, t. IV. Red. Janusz Szczepański, Pułtusk 2010, s. 7-17;
- E. Kołodziej, Życie gospodarcze, [w:] Dzieje Mazowsza 1918-1939, t. IV. Red. Janusz Szczepański, Pułtusk 2010, s. 271-387;
- E. Kołodziej, Korespondencja Józefa Stojanowskiego, kierownika Archiwum Akt Nowych, z Witoldem Suchodolskim, dyrektorem Archiwów Państwowych, z lat 1944-1945 w sprawie ratowania akt archiwów warszawskich, „Teki Archiwalne. Seria nowa”, Warszawa 2009 (2010), t. 10 (32), s. 271-286;
- E. Kołodziej, Jerzy Michał Stoch (1922-2008), „Teki Archiwalne. Seria nowa”, Warszawa 2009 (2010), t. 10 (32), s. 431-432;
- E. Kołodziej, Zjazdy konsulów polskich w ZSRR. Protokoły i referaty 1927-1934, Lublin 2011, ss. 467 (współautorzy: Mariusz Mazur i Tadeusz Radzik).